# Staavia
Staavia es un género con   de plantas  perteneciente a la familia Bruniaceae.  Comprende 20 especies descritas y de estas, solo 6 aceptadas.

## Taxonomía
El género fue descrito por Anders Dahl y publicado en Observationes botanicae circa Systema vegetabilium divi a Linne 14. 1787. La especie tipo es: Staavia radiata (L.) Dahl	

## Especies aceptadas
A continuación se brinda un listado de las especies del género Staavia aceptadas hasta octubre de 2013, ordenadas alfabéticamente. Para cada una se indica el nombre binomial seguido del autor, abreviado según las convenciones y usos.
- Staavia comosa Colozza
- Staavia dregeana PRESL
- Staavia glutinosa Dahl
- Staavia radiata (L.) Dahl
- Staavia trichotoma Pillans
- Staavia verticillata Pillans